# Ray Bryant Trio Today
 Ray Bryant Trio Today – album muzyczny amerykańskiego pianisty jazzowego Raya Bryanta.

## O albumie
Utwory, które złożyły się na płytę, zostały zarejestrowane w Clinton Recording Studio, w Nowym Jorku, w dniach 13 i 14 lutego 1987. Była to pierwsza od siedmiu lat (poprzednia płyta ukazała się w 1980) nowa sesja nagraniowa Raya Bryanta. Nagrania tria trwały przez kolejne 4 dni (13-16 lutego), a ilość zarejestrowanego wówczas materiału pozwoliła wytwórni EmArcy na wydanie 2 płyt (jako pierwsza ukazała się Ray Bryant Plays Basie And Ellington). LP EmArcy ukazał się w 1987, reedycja na CD firmy PolyGram 1 lipca 1991. 

## Muzycy
- Ray Bryant – fortepian
- Rufus Reid – kontrabas
- Freddie Waits – perkusja

## Lista utworów
Strona A
| 1. | " The Old Country" (Nat Adderley) | 5:44  |
|    |                                   |       |
| 2. | " Tonk" ( Ray Bryant)             | 4:43  |
|    |                                   |       |
| 3. | " Nardis " (Miles Davis)          | 4:21  |
|    |                                   |       |
| 4. | "Slow Freight" (Ray Bryant)       | 6:29  |
|    |                                   |       |
|    |                                   | 21:17 |
|    |                                   |       |
Strona B
| 1. | " Rhythm-A-Ning " (Thelonious Monk)    | 2:46  |
|    |                                        |       |
| 2. | " Chelsea Bridge " (Billy Strayhorn)   | 5:27  |
|    |                                        |       |
| 3. | " When Lights Are Low " (Benny Carter) | 6:29  |
|    |                                        |       |
| 4. | " Afternoon In Paris " (John Lewis)    | 6:41  |
|    |                                        |       |
|    |                                        | 21:23 |
|    |                                        |       |

## Informacje uzupełniające
- Producent – Kiyoshi Koyama
- Inżynier dźwięku – Tom Lazarus, Rebecca Everett
- Zdjęcia – Christian Steiner, David Tan
- Tekst na okładce – Ed Berger
- Projekt graficzny – Marlyn Rennie-Bryant
- Łączny czas nagrań – 45:15